# Roger Buchonnet
Roger Buchonnet (* 30. Mai 1926 in Magnet; † 3. März 2002 in Saint-Myon) war ein französischer Radrennfahrer.

## Sportliche Laufbahn
Buchonnet war im Straßenradsport aktiv. Von 1948 bis 1958 war er Unabhängiger und Berufsfahrer. 1949 gewann er die Tour de Haute-Vienne mit einem Tageserfolg. 1954 (mit einem Etappensieg) und 1957 (mit einem Etappensieg) war er im Circuit d’Auvergne erfolgreich. Etappensiege holte er 1951 und 1955 bei Paris–Nizza sowie 1957 in der Katalonien-Rundfahrt. Im Grand Prix Midi Libre 1952 wurde er Zweiter hinter Raphaël Géminiani. Im Rennen Polymultipliée und in der französischen Straßenmeisterschaft 1951 wurde er Dritter.
Die Tour de France fuhr er viermal. 1951 wurde er 39., 1955 51. 1949 und 1953 beendete er die Rundfahrt nicht. Im Giro d’Italia 1953 war er ausgeschieden.